# Sociofísica

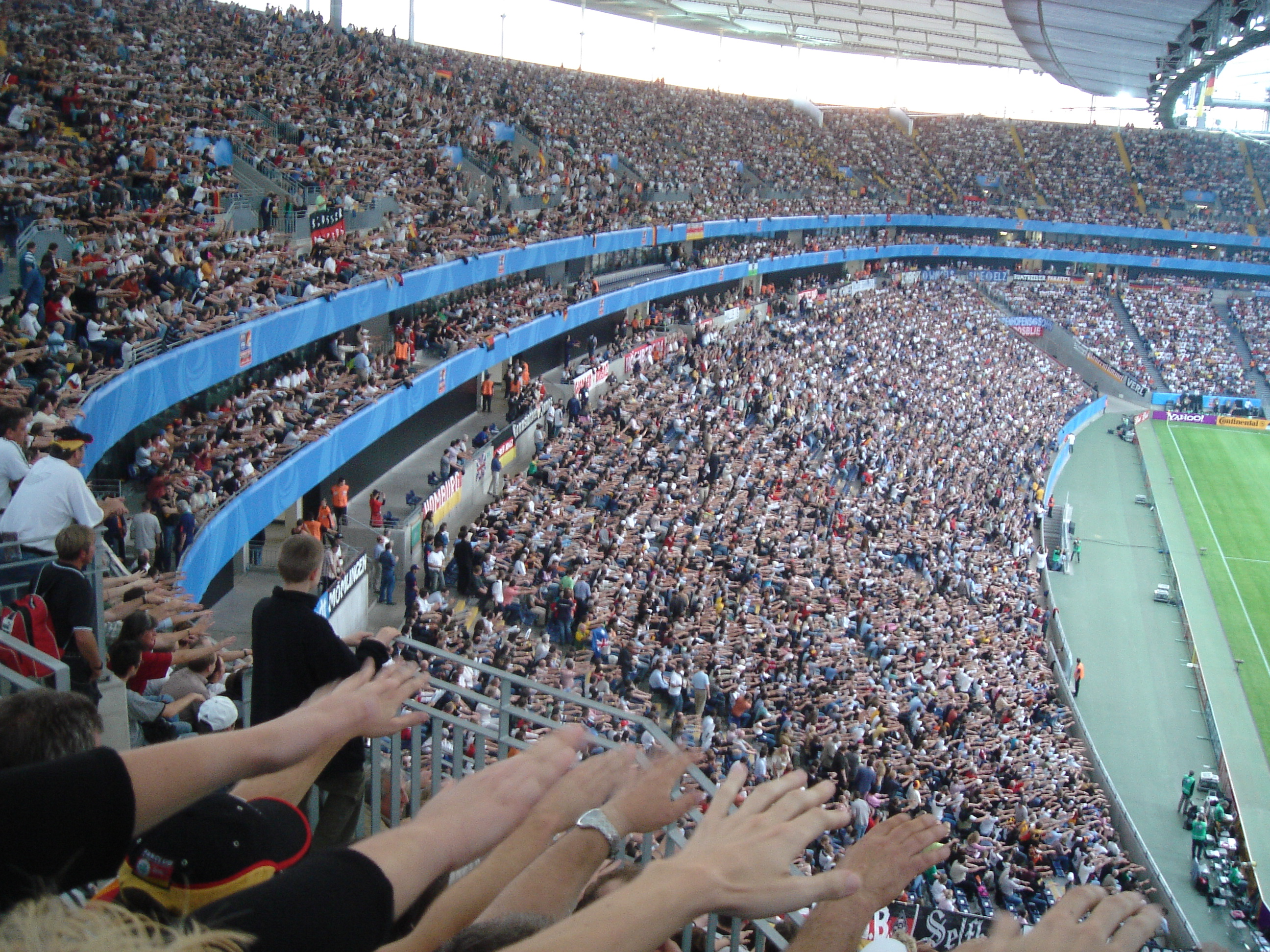
«Onada» en un estadi de futbol. Frankfurt, 2005

La sociofísica és una branca recent de la física interdisciplinària que empra mètodes i conceptes de la física de sistemes complexos per estudiar les interacciones col·lectives en societats. No es tracta d'una mera aplicació de mètodes quantitatius o matemàtics, sinó d'una concepció a part dels fenòmens socials com propietats emergents d'un conjunt d'individus que interaccionen entre ells per produir noves conductes que no es poden reduir a l'estudi dels seus components aïllats. Ja que es tracta d'una disciplina i un punt de vista nous encara és molt rudimentària i de moment se centra en la recerca de patrons generals en les conductes socials. A mesura que progressi el desenvolupament de la teoria i la interacció entre físics, matemàtics i sociòlegs, s'espera que la interacció desenvolupi i porti a la pràctica experiments adequats per aquests processos o que proveeixi formes de contrastar les idees, els models i les teories creats. Actualment l'exploració inicial fa referència tant a societats humanes com a formigues, primats, criatures digitals, robots o ordinadors. La sociofísica està relacionada amb l'econofísica, que s'ocupa específicament de fenòmens econòmics. Un dels exemples més coneguts de la sociofísica és l'estudi molt precís de l'anomenada onada en els estadis de futbol.

## Pioners
- Serge Galam
- Dietrich Stauffer
- Tomás Vicsek